# Kelly Packard
Kelly Chemane Packard (Glendale, 29 de janeiro de 1975), mais conhecida como Kelly Packard, é uma atriz e apresentadora de televisão estadunidense, também conhecida por atuar em California Dreams e Baywatch. Ela também coapresentou o último segmento do GSN Live de 15 de setembro de 2008 até 28 de novembro de 2008.
Quando criança, ela também participou da versão diurna de Card Sharks de Bob Eubanks, durante a "Semana dos Jovens".

## Vida pessoal
Packard filiou-se à Igreja de Jesus Cristo dos Santos dos Últimos Dias quando era adolescente. Em agosto de 1996, ela se casou e foi selada (um rito SUD) com Darrin Privett, um médico de Medicina de Emergência. Eles têm quatro filhos juntos – três filhas e um filho – Aubrey, Dallin, Halle e Delaney e moram em Newhall, Califórnia, com seus muitos animais de estimação. Packard é um amante dos animais e vegetariano. Em 29 de abril de 2014, Packard e sua família apareceram em um episódio de Celebrity Wife Swap, no qual ela trocou de lugar com a atriz Tichina Arnold.

## Filmografia
As produções que Kelly atuou são:[carece de fontes?]

### Atriz
- 2010 - My Girlfriend's Boyfriend como Suzy
- 2002 - The Killing Point como Lisa Evans
- 2000 - Get Your Stuff como Jeri
- 1999 - Baywatch como April Giminski
- 1997 - USA High como Tiffani Gleason
- 1997 - Little Bigfoot como Lanye
- 1997 - California Dreams como Tiffani Smith
- 1995 - Boy Meets World como Tracy
- 1993 - Step by Step como Marcia
- 1992 - Blossom como Taylor
- 1990 - The Wonder Years como Susan Fisher

### Apresentadora
- 2008 - GSN Live como apresentadora
- 2005 - Street Smarts como coapresentadora
- 2003 - House Wars como apresentadora
- 1999 - Ripley's Believe It or Not! como coapresentadora

## Prêmios
Os prêmios que Kelly recebeu são:[carece de fontes?]
| Ano  | Premiação           | Categoria                             | Indicado(s)                                          | Resultado |
| ---- | ------------------- | ------------------------------------- | ---------------------------------------------------- | --------- |
| 1994 | Young Artist Awards | Melhor elenco em uma série do daytime | Elenco de California Dreams, incluindo Kelly Packard | Indicado  |
| 1993 | Young Artist Awards | Melhor elenco em uma série do daytime | Elenco de California Dreams, incluindo Kelly Packard | Indicado  |